# East Rutherford
East Rutherford es un borough ubicado en el condado de Bergen, en el estado estadounidense de Nueva Jersey. Según el censo de los Estados Unidos de 2020, la población del municipio era de 10.022 habitantes, un aumento de 1.109 (+12,4%) con respecto al recuento del censo de 2010, que registró 8.913 habitantes, el cual, a su vez, reflejó un aumento de 197 (+2,3%) con respecto a los 8.716 contabilizados en el censo de 2000.
East Rutherford es conocido principalmente por ser sede del Complejo Deportivo Meadowlands, donde se ubica el MetLife Stadium, el campo de los New York Giants y de los New York Jets de la NFL; y el Izod Center, pabellón que albergó los partidos como local de los New Jersey Devils de la NHL, los New Jersey Nets de la NBA y la Universidad Seton Hall de la NCAA hasta el año 2010, cuando se mudaron al Prudential Center de Newark. Asimismo en dicho complejo se encontró hasta el año 2009 el Giants Stadium.

## Geografía
East Rutherford se encuentra ubicado en las coordenadas 40°49′49″N 74°5′49″O / 40.83028, -74.09694.

## Demografía
Según la Oficina del Censo en 2000 los ingresos medios por hogar en la localidad eran de 50 163 dólares y los ingresos medios por familia eran de 59 583 dólares. Los hombres tenían unos ingresos medios de 40 798 dólares frente a los 36 047 dólares para las mujeres. La renta per cápita para la localidad era de 28 072 dólares. Alrededor del 9.6 % de la población estaba por debajo del umbral de pobreza.

## Política
Pese a ser un feudo tradicionalmente demócrata, en las últimas elecciones presidenciales de 2024 triunfó el Partido Republicano:
| Año  | Republicanos            | Demócratas             | Diferencia |
| ---- | ----------------------- | ---------------------- | ---------- |
| 2024 | 50.00 % (2118 votantes) | 47.3 % (2001 votantes) | -117       |
| 2020 | 43.6 % (1936 votantes)  | 54.5 % (2420 votantes) | +484       |
| 2016 | 45.5 % (1740 votantes)  | 50.1 % (1918 votantes) | +178       |
| 2012 | 43.0 % (1340 votantes)  | 59.7 % (1859 votantes) | +519       |
| 2008 | 45.5 % (1660 votantes)  | 51.8 % (1888 votantes) | +228       |
| 2004 | 48.7 % (1613 votantes)  | 49.6 % (1641 votantes) | +28        |